# 21 Years On
21 Years On er et album af The Dubliners udgivet i 1983.
De medvirkende er Ronnie Drew, Barney McKenna, og John Sheahan. Desuden er det det første album, hvor Seán Cannon medvirker. Han kom med i gruppen, da Luke Kelly ikke længere kunne optræde med gruppen som følge af sin hjernesvulst.
Cellisten Nigel Warren-Green medvirker også.
Det er optaget i National Concert Hall, Dublin, Irland d. 30 marts 1983 og udgivet af Raidió Teilifís Éireann.

## Spor[2]

### Side Et
1. "Fairmoye Lassies and Sporting Paddy"
2. "Finnegan's Wake"
3. "Banks of the Roses"
4. "The Button Pusher"
5. "Prodigal Son"

### Side To
1. "Bantry Girls Lament"
2. "Sweet Georgia Brown"
3. "Kimmage"
4. "Seven Drunken Nights"
5. "Flop Eared Mule"